# Télécabine d'Orelle-Caron
Ne doit pas être confondu avec Télécabine d'Orelle, Téléphérique de la Cime Caron ou Télécabine de Caron.
La télécabine d'Orelle-Caron est une télécabine de France située en Savoie, sur la commune d'Orelle dans la vallée de la Maurienne.

## Tracé

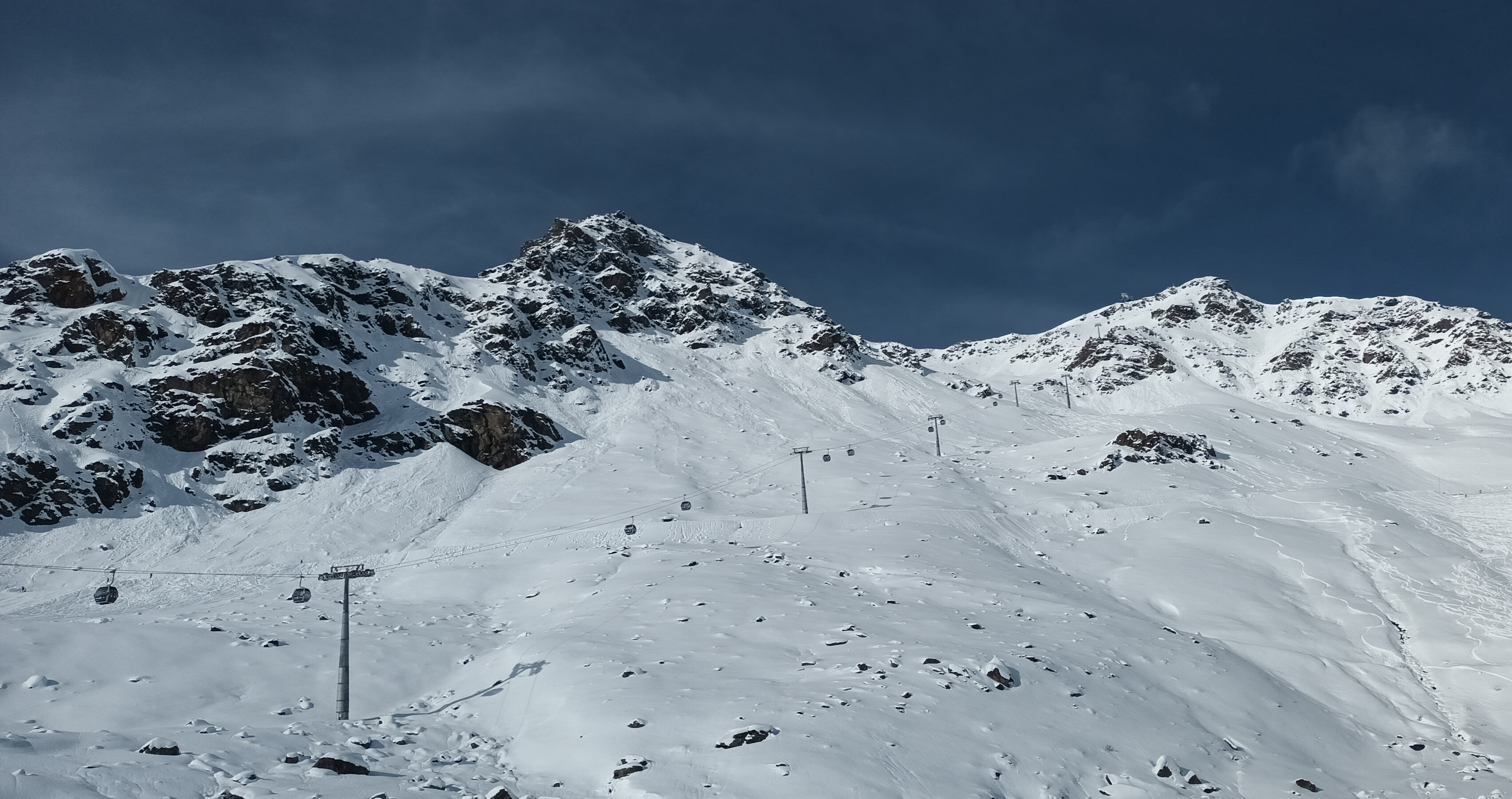
Partie haute du tracé de la télécabine, rejoignant la cime Caron.

Reliant Plan-Bouchet à la cime de Caron, elle est intégrée à la station de ski d'Orelle dans le domaine skiable des Trois Vallées,.
Connectée à la télécabine d'Orelle, elle permet, depuis le hameau de Francoz dans la vallée, de gagner la cime Caron en vingt minutes (sans compter le temps de correspondance) voire la station de Val Thorens en une quarantaine de minutes en poursuivant le trajet avec le téléphérique de la Cime Caron et la télécabine de Caron,.
Il s'agit de la première télécabine au monde à permettre le rangement des cabines dans un hangar durant la nuit,.

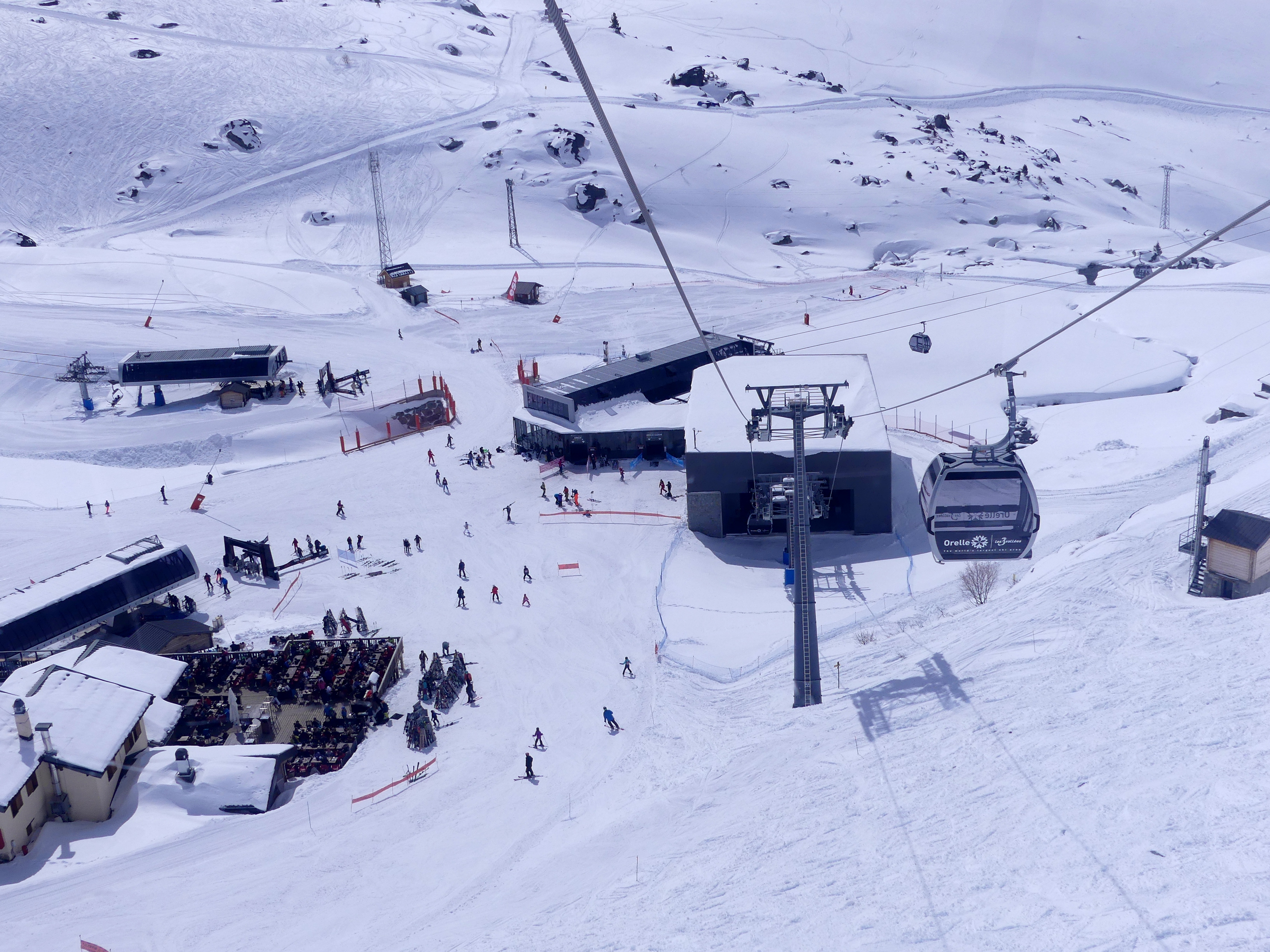
Vue de la gare de départ à gauche à Plan-Bouchet.

## Histoire
Construite en 2020 et 2021, la télécabine entre en service le 4 décembre 2021 pour le début de la saison hivernale des stations d'Orelle et de Val Thorens.